# کنیتل‌فلد
شهر کنیتل‌فلد (به آلمانی: Knittelfeld) در استان اشتایرمارک با جمعیت ۱۱٬۹۹۱ نفر در کشور اتریش واقع شده‌است.